# Westelijk hartenbeest
Het westelijk hartenbeest (Alcelaphus buselaphus major) is een ondersoort van het hartenbeest, die voorkomt in de grasvlaktes van Benin, Burkina Faso, de Centraal-Afrikaanse Republiek, Ghana, Guinee, Guinee-Bissau, Ivoorkust, Kameroen, Mali, Niger, Nigeria, Senegal, Togo en Tsjaad. Het is mogelijk uitgestorven in Gambia.

## Beschrijving
Gemiddelde volwassen dieren zijn 1,4 m hoog op de schouder en wegen 145 kg. De vacht van het westelijk hartenbeest is reekleurig, variërend van geelbruin tot donkerbruin. Hij heeft een kleine bult bij de voorste schouders, slanke poten en een zeer smal gezicht. Beide geslachten hebben hoorns, die 45–70 cm kunnen zijn. Er is een aanzienlijke variatie in de groei van de hoorns, maar over het algemeen groeien ze zijwaarts uit het hoofd, voordat ze naar voren buigen, dan naar binnen en naar achteren. De hoorns hebben scherpe uiteinden.

## Gedrag
Het westelijk hartenbeest is voornamelijk overdag actief. Als herbivoor graast hij tijdens de koelere ochtend- en middagperioden en rust hij tijdens de hete dag op schaduwrijke plekken. Vrouwtjes vormen kuddes van vijf tot twaalf leden, terwijl mannetjes over het algemeen solitair blijven. Terwijl de kudde aan het eten is, houdt één lid de wacht en let op mogelijke roofdieren. Als ze bedreigd worden, vlucht de kudde in een enkele rij en haalt daarbij snelheden tot 80 km/u, waarmee het een van de snelste antilopen is. Kuddes verblijven meestal op één plek; de dieren rusten een groot deel van de dag in de schaduw om aan de middaghitte te ontsnappen. Ze verplaatsen zich als kudde op zoek naar water. In bijzonder droge seizoenen of in tijden van droogte trekken kuddes vrouwtjes samen op zoek naar water of betere weidegronden.
Westelijke hartenbeesten zijn over het algemeen niet agressief, maar ze zullen vechten om hun jongen of het territorium te beschermen. Mannetjes claimen gebieden van gemiddeld 31 ha (0,31 km²), voor periodes van vier tot vijf jaar. Mannetjes beschermen hun opgeëiste gebied fel. Er zijn mannetjes bekend die zonder water moeten leven om hun territorium te beschermen. Als een mannetje zijn territorium verlaat om water te zoeken, kan een ander mannetje zich het territorium toe-eigenen.